# La Pellegrina
La Pellegrina est une pièce de théâtre lyrique italienne de Girolamo Bargagli (de), célèbre pour avoir été représentée lors des somptueuses festivités nuptiales de Ferdinand Ier de Médicis et Christine de Lorraine en 1589 au palais Pitti de Florence, et qui fut probablement le divertissement le plus important du XVIe siècle en Italie.

## Histoire
La Pellegrina fut elle-même écrite en 1579, et tire son argument de la mythologie grecque, avec pour thème l'amour marital ; elle ne fut donc représentée pour les noces royales que dix ans après sa composition (c'est-à-dire 3 ans après le décès de l'auteur),  et dans une version remaniée pour l'occasion. La représentation fut commandée en 1589 par Ferdinand Ier de Médicis, grand duc de Toscane, à l'occasion de ses noces avec Christine de Lorraine, princesse de Lorraine, qui eurent lieu en leur palais Pitti de Florence. Le budget faramineux fut à la hauteur des deux familles unies (parmi les plus riches d'Europe à cette époque), mais le commanditaire laissa cependant une grande liberté aux artistes.

## Structure
L’œuvre est découpée en six parties titrées et numérotées. À l'imitation du théâtre antique, chaque partie comporte des scènes parlées intercalées par des intermèdes chantés (mis à part les sinfonie purement instrumentales : chaque partie en comporte une). Leur importance dans cette œuvre la font considérer comme le premier opéra.
Voici les titres des intermèdes : 
- Primo intermedio : l'Armonia delle sfere
- Secondo intermedio : La Gara fra Muse e Pieridi
- Terzo intermedio : Il combattimento Pitico d'Apollo
- Quarto Intermedio : La regione de' Demoni
- Quinto intermedio : Il canto d'Arione
- Sesto intermedio : La discesa d'Apollo e Bacco col Ritmo e l'Armonia.

1. (« L'harmonie des sphères »)
2. (« Le concours des Muses et des Piérides »)
3. (« Le combat d'Apollon contre le Python »)
4. (« L'antre des démons »)
5. (« Le chant d'Arion »)
6. (« La descente d'Apollon et Bacchus avec le Rythme et l'Harmonie »)

## Compositeurs
Six des plus grands compositeurs de l'époque furent sollicités pour composer les intermèdes : Cristofano Malvezzi et Antonio Archilei ou Emilio de Cavalieri pour le premier, Luca Marenzio pour le deuxième et le troisième, Giulio Caccini, Cristofano Malvezzi et Giovanni de Bardi pour le quatrième, Luca Marenzio, Cristofano Malvezzi et Jacopo Peri pour le cinquième, Cristofano Malvezzi et Emilio de Cavalieri pour le sixième. Tous ces compositeurs font partie de la première génération à développer la monodie accompagnée, et sont tous considérés comme des pionniers de l'opéra, dont ils écrivirent les premières ébauches en même temps que Monteverdi (Peri écrira sa célèbre Euridice onze ans plus tard).

## Représentation
L'appareil scénique était l'œuvre de l'architecte et dessinateur Bernardo Buontalenti, et les moindres détails du spectacle furent confiés aux plus grands artistes de l'époque, dans le souci de créer un spectacle total et parfait ; la partition fut publiée à Venise en 1591, et rencontra un vif succès.
Luca Marenzio, Giulio Caccini, Jacopo Peri, Antonio et son épouse Vittoria Archilei, dite la Romanina, figuraient parmi les chanteurs.

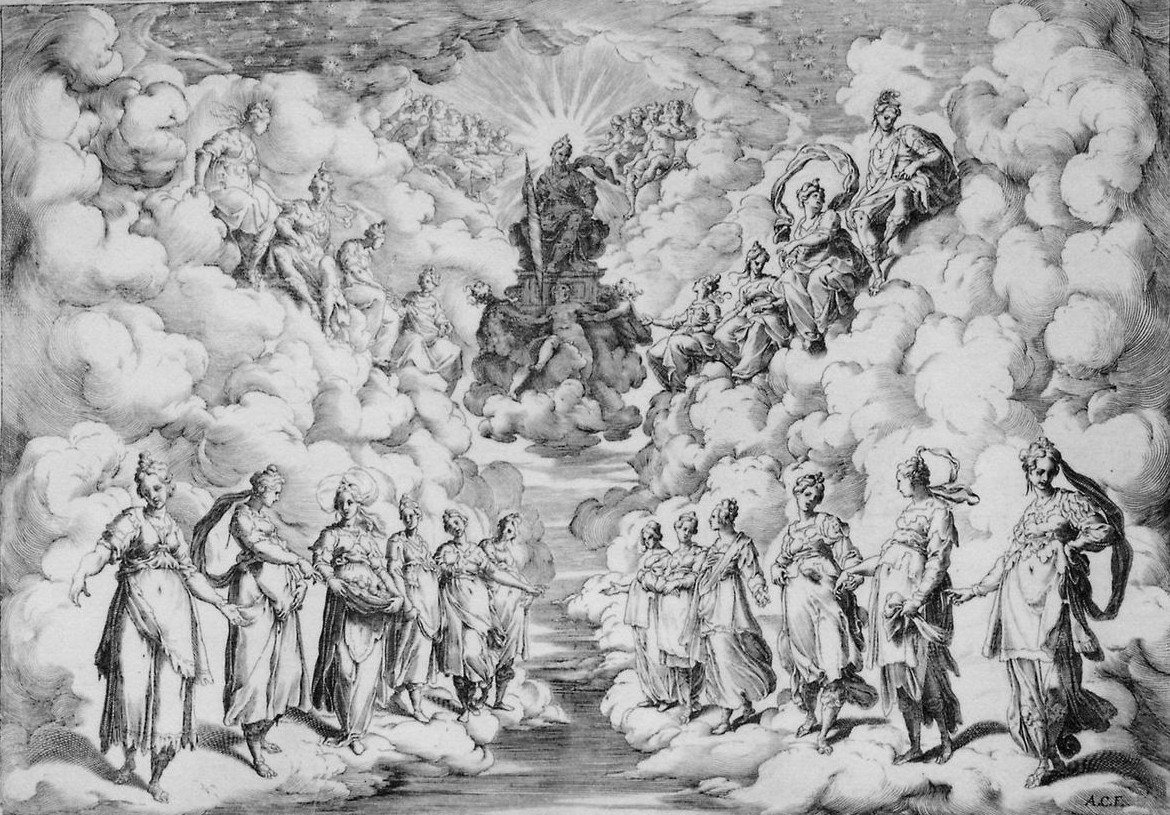
Décor de 1er intermède.
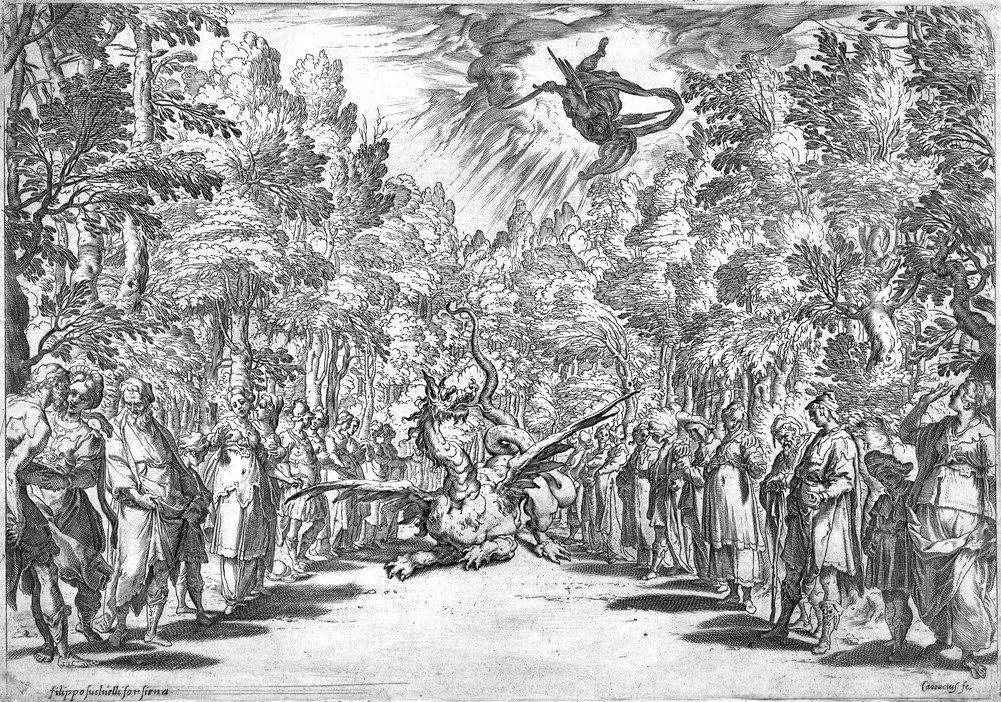
Décor du 3e intermède.
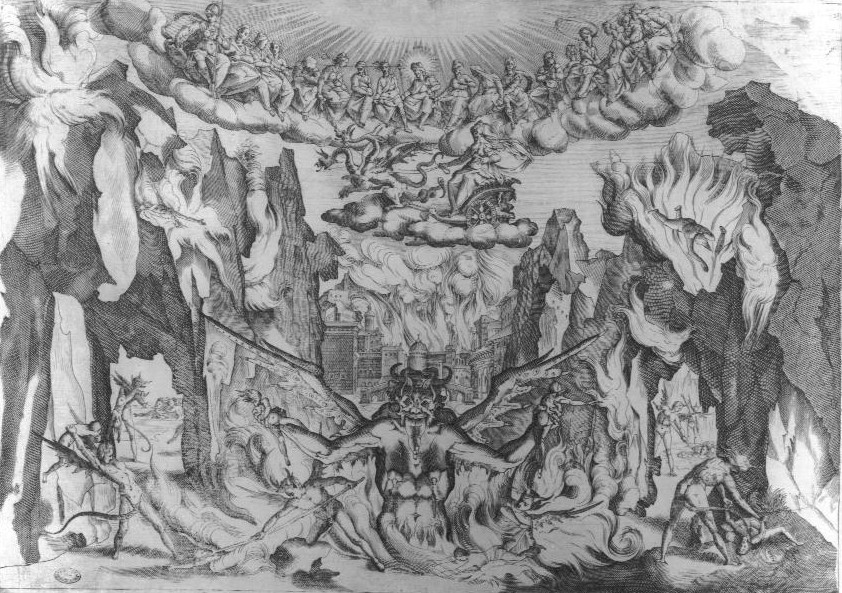
Décor du 4e intermède.
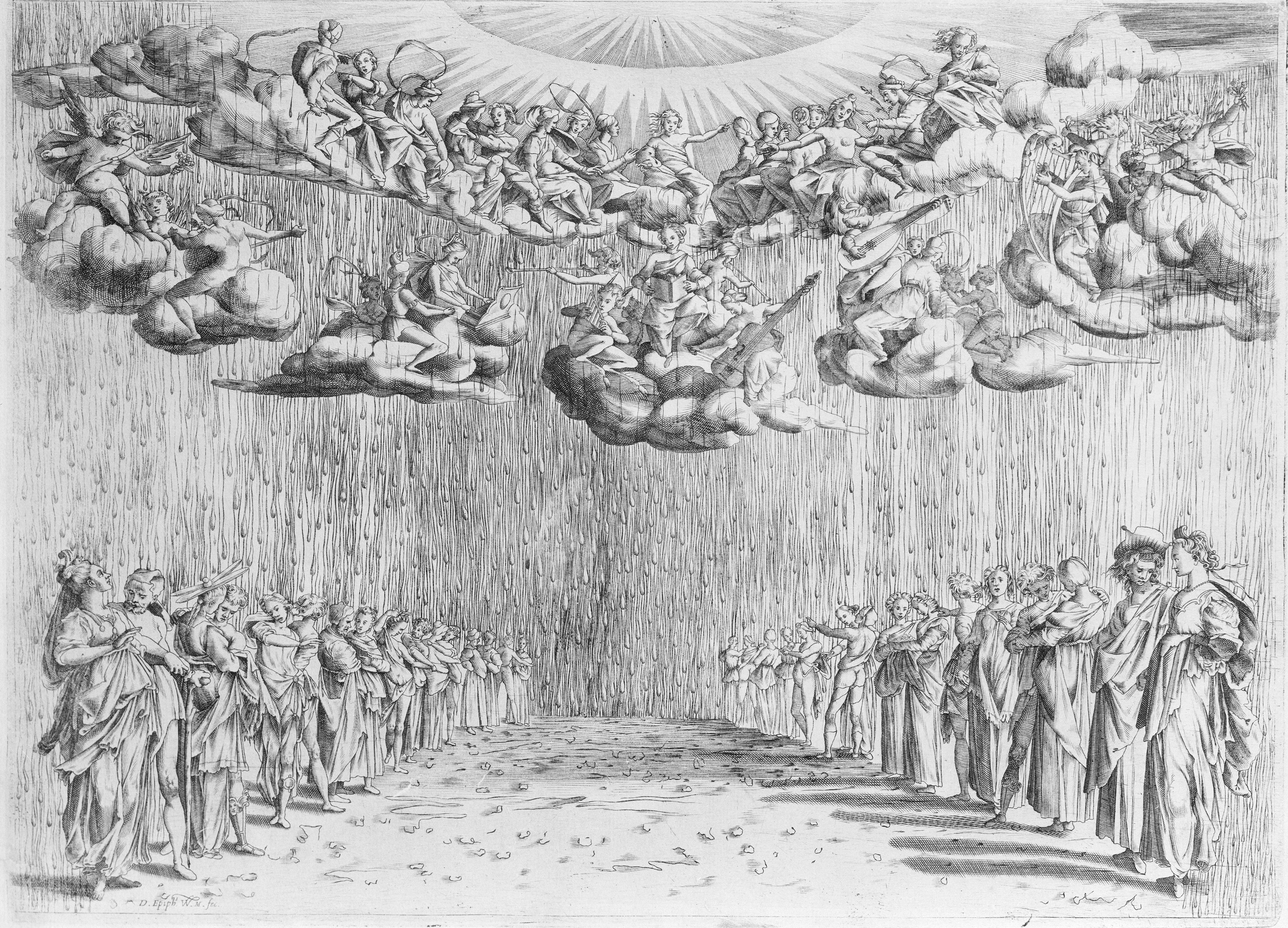
Décor du 6e intermède.

## Enregistrements
Trois versions principales de cette œuvre existent en CD ; celle de Paul Van Nevel est considérée comme étant la version de référence. 
| Direction      | Ensemble                                                    | Label    | Année |
| -------------- | ----------------------------------------------------------- | -------- | ----- |
| Andrew Parrott | Taverner Consort                                            | EMI      | 1988  |
| Paul Van Nevel | Huelgas Ensemble                                            | Sony     | 1998  |
| Skip Sempé     | Capriccio Stravagante, allié au chœur Collegium Vocale Gent | Paradizo | 2007  |

Certains passages de La Pellegrina ont également été enregistrés séparément, comme la sinfonia du quatrième intermède (composée par Malvezzi), interprétée par Vincent Dumestre et son ensemble Le Poème Harmonique sur l'album Firenze 1616 (éditions alpha).